# Neonitocris mangenoti
Neonitocris mangenoti är en skalbaggsart som beskrevs av Pierre Lepesme och Stefan von Breuning 1953. Neonitocris mangenoti ingår i släktet Neonitocris och familjen långhorningar. Inga underarter finns listade i Catalogue of Life.